# ژان دو کورسی
ژان دو کورسی (به فرانسوی: Jean de Courcy) نویسنده و شاعر قرن چهاردهم میلادی اهل فرانسه است.